# WTA Finals 2016
WTA Finals 2016, známý také jako Turnaj mistryň 2016 či se jménem sponzora BNP Paribas WTA Finals 2016, představoval jeden ze dvou závěrečných tenisových turnajů ženské profesionální sezóny 2016 pro osm nejvýše postavených žen ve dvouhře a osm nejlepších párů ve čtyřhře na žebříčku WTA Race.
Turnaj se odehrával mezi 23. až 30. říjnem 2016, potřetí v singapurské aréně Singapore Indoor Stadium, v níž byl instalován tenisový dvorec s tvrdým povrchem. Celkové odměny činily 7 500 000 amerických dolarů, prize money pak 7 000 000 dolarů.
Obhájkyní titulu ve dvouhře byla polská hráčka Agnieszka Radwańská, která si účast zajistila v říjnu. V deblové části trofej obhajovala švýcarsko-indická dvojice Martina Hingisová a Sania Mirzaová, jejíž členky si start zajistily jako první již 21. června. V červenci však ukončily vzájemnou spolupráci. Přesto pro turnaj mistryň obnovily partnerství.
Jedinou hráčkou, která startovala v singlové i deblové soutěži byla Češka Karolína Plíšková.
Nejcennější titul dosavadní kariéry získala ve dvouhře debutující Dominika Cibulková, která postoupila ze základní skupiny s jednou výhrou. Ve finále oplatila porážku světové jedničce Angelique Kerberové z úvodního duelu a připsala si osmý titul na okruhu WTA Tour. Na Turnaji mistryň triumfovala jako první Slovenka a bodový zisk ji ve vydání žebříčku WTA z 31. října 2016 poprvé posunul na 5. místo, po Hantuchové druhou takto vysoce postavenou slovenskou hráčku. Soutěž čtyřhry premiérově ovládl ruský pár olympijských vítězek Jekatěrina Makarovová a Jelena Vesninová, který tak dosáhl na třetí trofej probíhající sezóny.

## Turnaj

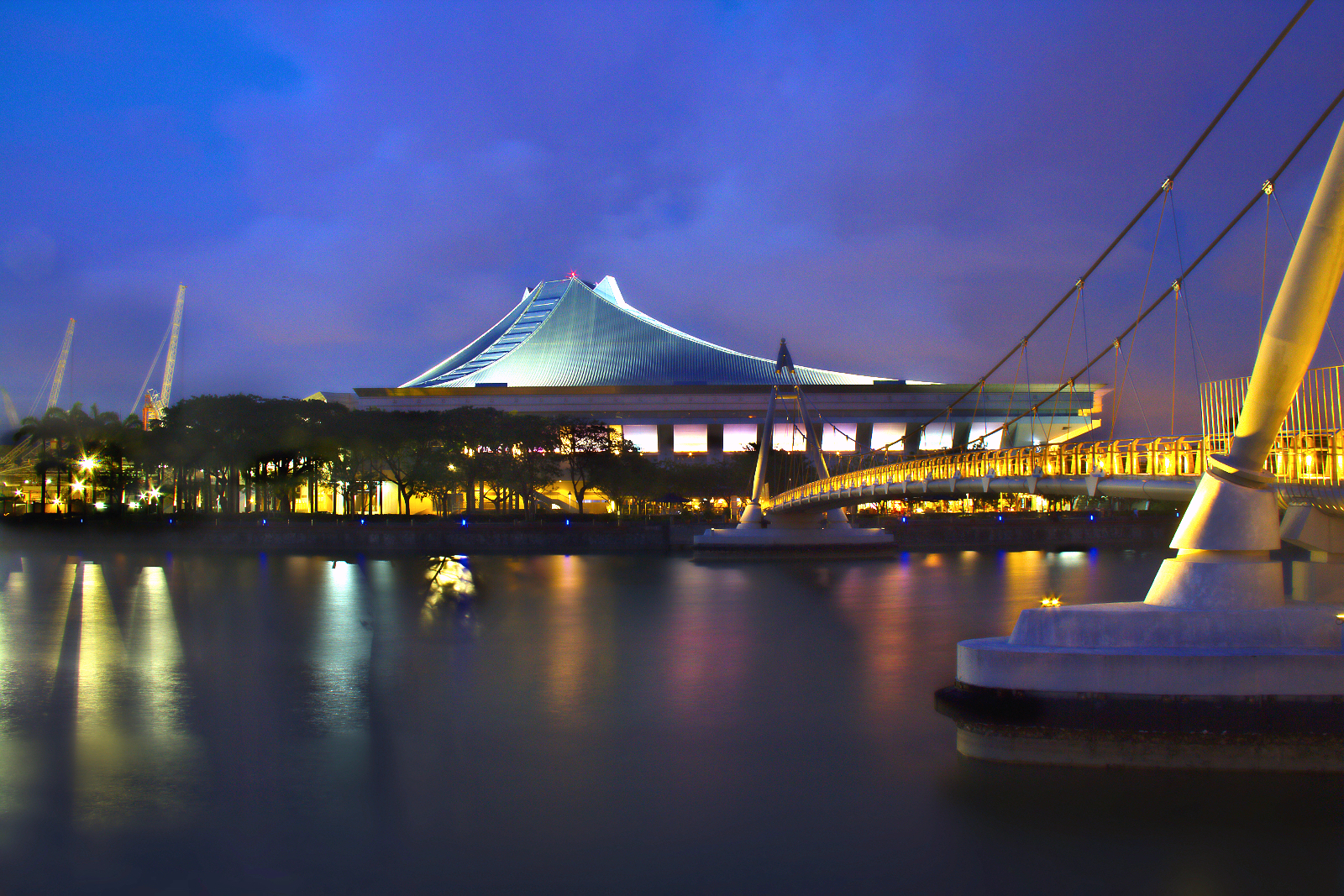
Aréna Singapore Indoor Stadium hostila závěrečnou událost tenistek potřetí

Potřetí v historii se turnaj konal v singapurské aréně Singapore Indoor Stadium, která jej hostila mezi 23. až 30. říjnem 2016. Představoval čtyřicátý šestý ročník ve dvouhře a čtyřicátý první ve čtyřhře. Událost organizovala Ženská tenisová asociace (WTA) jako součást okruhu WTA Tour 2016. Jednalo se o větší ze dvou závěrečných turnajů sezóny. Menším z nich byl čínský WTA Elite Trophy, hraný v týdnu po skončení turnaje mistryň.
Singapur se stal historicky devátým dějištěm WTA Finals, od založení v roce 1972. Práva zakoupil minimálně na pět ročníků (2014–2018). Los dvouhry i čtyřhry proběhl 23. října v 20 hodin místního času.
Po dvou ročnících turnaje vycházejících hvězd byla v neděli 23. října 2016 odehrána pouze krátká soutěž tenisových nadějí v kategorii 14letých a 16letých z asijsko-pacifického regionu pod názvem WTA Future Stars.
Americká světová dvojka a pětinásobná šampionka Serena Williamsová odstoupila z turnaje podruhé za sebou. Učinila tak 17. října 2016 na doporučení lékařů v důsledku poraněného ramene. O poslední, nově uvolněné osmé účastnické místo tak soupeřila Světlana Kuzněcovová, která si start v Singapuru zajistila až titulem z moskevského Kremlin Cupu 2016, hraného v týdnu před turnajem mistryň. V případě, že by jej nevyhrála, zamířila by na závěrečnou událost sezóny Britka Johanna Kontaová, která se v té době neúčastnila žádného turnaje pro natažené břišní svalstvo. Na počátku moskevské události měla stejnou příležitost jako Kuzněcovová také Španělka Carla Suárezová Navarrová, jíž by singapurský start zajistil pouze triumf. Zápas druhého kola však skrečovala pro poraněné zápěstí.

### Formát
Soutěže dvouhry se účastnilo osm hráček, z nichž každá v úvodních čtyřech dnech odehrála tři vzájemné zápasy v jedné ze dvou čtyřčlenných základních skupin – červené a bílé. První dvě tenistky z každé skupiny postoupily do semifinále, které bylo hráno vyřazovacím systémem pavouka. První z bílé skupiny se utkala s druhou z červené skupiny a naopak. Vítězky semifinále se následně střetly ve finále o pohár Billie Jean Kingové.
Do soutěže čtyřhry nastoupilo osm párů. Její formát se od skupinového profilu vrátil do sezóny 2014 a dvojice přímo od čtvrtfinále hrály vyřazovacím systémem.

### Kvalifikační kritéria
Ve dvouhře byly žebříčkové body kumulovány ze šestnácti turnajů. Mezi ně se povinně započítávaly čtyři Grand Slamy, čtyři události Premier Mandatory a nejlepší výsledky ze dvou turnajů Premier 5.
Ve čtyřhře byly žebříčkové body kumulovány z jedenácti nejlepších výsledků páru jakýchkoli turnajů v sezóně. Nemusely se tak povinně započítávat Grand Slamy ani události kategorie Premier.

### Kritéria pořadí v základní skupině
Konečné pořadí v základní skupině se řídilo následujícími kritérii:
1. největší počet vyhraných utkání
2. největší počet odehraných utkání; nebo
3. pokud měly dvě hráčky stejný počet výher, pak rozhodovalo jejich vzájemné utkání; pokud měly tři hráčky stejný počet výher, pak:

a) tenistka, která odehrála méně než tři utkání byla automaticky vyřazena a dále postoupila hráčka, jež vyhrála vzájemný zápas mezi dvěma zbývajícími; nebo
b) dalším kritériem bylo nejvyšší procento vyhraných setů; nebo
c) dalším kritériem bylo nejvyšší procento vyhraných her.

### Finanční odměny a body
Prize money turnaje mistryň činilo 7 000 000 dolarů.
| Dvouhra                                                | Dvouhra                                                       | Dvouhra          | Dvouhra  |
| Fáze                                                   | Fáze                                                          | výdělek          | body     |
| ------------------------------------------------------ | ------------------------------------------------------------- | ---------------- | -------- |
| neporažená vítězka                                     | neporažená vítězka                                            | 2 360 000 $      | 1 500    |
| vítězná finalistka                                     | vítězná finalistka                                            | ZS + 1 750 000 $ | ZS + 750 |
| vítězná semifinalistka                                 | vítězná semifinalistka                                        | ZS + 590 000 $   | ZS + 330 |
| poražená semifinalistka                                | poražená semifinalistka                                       | ZS + 40 000 $    | —        |
| za každou vyhru v základní skupině                     | za každou vyhru v základní skupině                            | +153 000 $       | + 250    |
| za každou prohru v základní skupině                    | za každou prohru v základní skupině                           | —                | + 125    |
| startovné                                              |                                                               |                  |          |
| hráčky za                                              | 3 zápasy = 151 000 $ 2 zápasy = 130 000 $ 1 zápas = 110 000 $ |                  |          |
| náhradnice za                                          | 2 zápasy = 109 000 $ 1 zápas = 89 000 $ 0 zápasů = 68 000 $   |                  |          |
| ZS – celkové odměny či body získané v základní skupině |                                                               |                  |          |

| Čtyřhra               | Čtyřhra   | Čtyřhra |
| Fáze                  | výdělek   | body    |
| --------------------- | --------- | ------- |
| vítězky               | 500 000 $ | 1 500   |
| finalistky            | 260 000 $ | 1 080   |
| semifinalistky        | 157 500 $ | 750     |
| čtvrtfinalistky       | 81 250 $  | 375     |
| výdělek uveden na pár |           |         |

## Ženská dvouhra

### Kvalifikované hráčky
| Pořadí                                           | hráčka                     | body  | tours | kvalifikována | předešlé účasti                                      |
| ------------------------------------------------ | -------------------------- | ----- | ----- | ------------- | ---------------------------------------------------- |
| 1.                                               | Angelique Kerberová (GER)  | 8 000 | 20    | 22. srpna     | 2012, 2013, 2015                                     |
| —                                                | Serena Williamsová (USA)   | 7 050 | 7     | 22. srpna     | 2001, 2002, 2004, 2007, 2008, 2009, 2012, 2013, 2014 |
| 2.                                               | Agnieszka Radwańská (POL)  | 4 975 | 19    | 4. října      | 2008, 2009, 2011, 2012, 2013, 2014, 2015             |
| 3.                                               | Simona Halepová (ROU)      | 4 728 | 17    | 29. září      | 2014, 2015                                           |
| 4.                                               | Karolína Plíšková (CZE)    | 4100  | 21    | 4. října      |                                                      |
| 5.                                               | Garbiñe Muguruzaová (ESP)  | 3 736 | 19    | 14. října     | 2015                                                 |
| 6.                                               | Madison Keysová (USA)      | 3 637 | 15    | 16. října     |                                                      |
| 7.                                               | Dominika Cibulková (SVK)   | 3 625 | 21    | 16. října     |                                                      |
| 8.                                               | Světlana Kuzněcovová (RUS) | 3 490 | 20    | 22. října     | 2004, 2006, 2007, 2008, 2009                         |
| bílá skupina červená skupina odhlášení z turnaje |                            |       |       |               |                                                      |

### Přehled hráček
Jako první dvě hráčky se na turnaj 22. srpna 2016 kvalifikovaly Serena Williamsová a Angelique Kerberová. Prohlášení o odstoupení a neúčasti pak Williamsová zveřejnila 17. října.

#### Angelique Kerberová

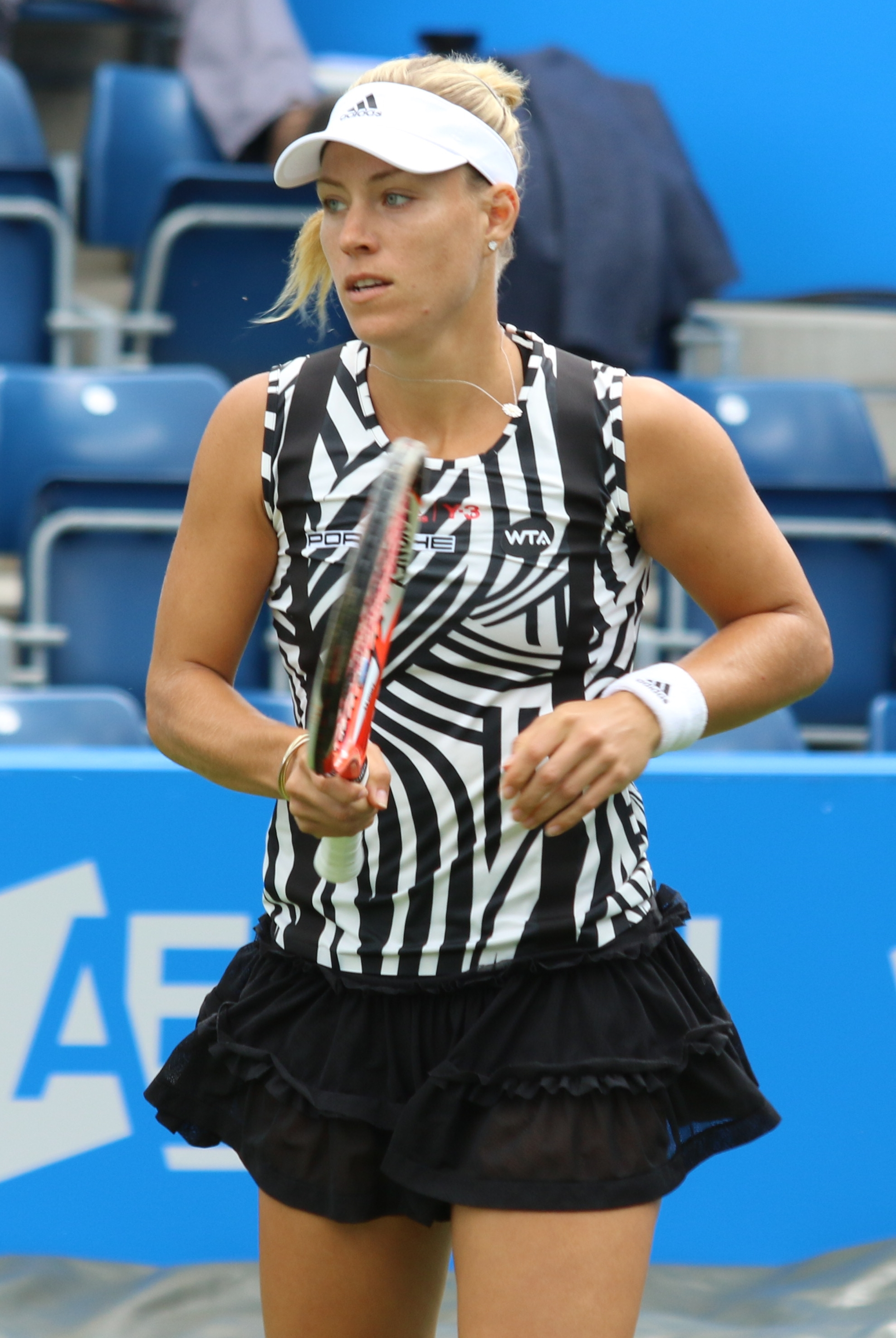
Angelique Kerberová vyhrála Australian Open a US Open, po němž se stala světovou jedničkou

Sezónu zahájila v Brisbane, kde ve finále nestačila na Viktorii Azarenkovou. Během Australian Open ale poprvé v kariéře Azarenkovou zdolala a po výhře nad Johannu Kontaovou postoupila do boje o titul. V něm přehrála světovou jedničku Serenu Williamsovou a získala premiérový grandslam. V úvodním kole přitom odvrátila mečbol Misaki Doiové. Stala se tak prvním tenistou historie, který vyhrál grandslamovou dvouhru po hrozbě mečbolu v prvním kole..
Následně však prohrála tři zápasy v řadě. Druhou trofej si připsala až z dubnového Porsche Tennis Grand Prix po vítězství nad krajankou Laurou Siegemundovou. Poprvé vyhrála jediný turnaj dvakrát. Otevírací zápas French Open s Kiki Bertensovou nezvládla. Zlepšení formy přišlo ve Wimbledonu, kde cestou do finále neztratila žádný set a na její raketě zůstaly Simona Halepová i Venus Williamsová. V závěrečném klání však nenašla recept na Serenu Williamsovou.
Během letní americké sezony se probojovala do semifinále montréalského Rogers Cupu, v němž ji zastavila Halepová. Stříbrný kov si odvezla z dvouhry olympijského turnaje v Riu de Janeiru, když mezi poslední čtveřicí hráček vyřadila Madison Keysovou. Od nejvyšší příčky ji dělila prohra s Portoričankou Mónikou Puigovou. Prohrané finále na Western & Southern Open v Cincinnati s Karolínou Plíškovou znamenalo, že na posun do čela světové klasifikace bude muset dále čekat. Tento cíl však splnila na US Open postupem do semifinále přes Robertu Vinciovou a za současného, příznivého bodového propočtu po porážce Sereny Williamsové v semifinále. V dané fázi zdolala Caroline Wozniackou a v boji o titul oplatila čerstvou prohru Karolíně Plíškové. Stala se tak první tenistkou, vyjma Sereny Williamsové, která získala více než jeden grandslam během kalendářní sezóny od roku 2007 a Justine Heninové. Ve vydání žebříčku WTA z 12. září 2016 se posunula na 1. místo.
Asijská část však přinesla nevyrovnané výkony, když ji ve wuchanském osmifinále vyřadila Petra Kvitová a ve stejné fázi China Open dohrála na raketě Eliny Svitolinové. Čtvrtfinálovou stopku ji na Hong Kong Tennis Open vystavila Australanka Darja Gavrilovová.

#### Serena Williamsová
Jako obhájkyně trofeje postoupila do finále Australian Open bez ztráty setu poté, co vyřadila mimo jiné Marii Šarapovovou a Agnieszku Radwańskou. Nad její síly však v závěrečném klání byla Angelique Kerberová, čím utrpěla první prohru ze sedmi melbournských finále i první třísetovou grandslamovou porážku ve finále.

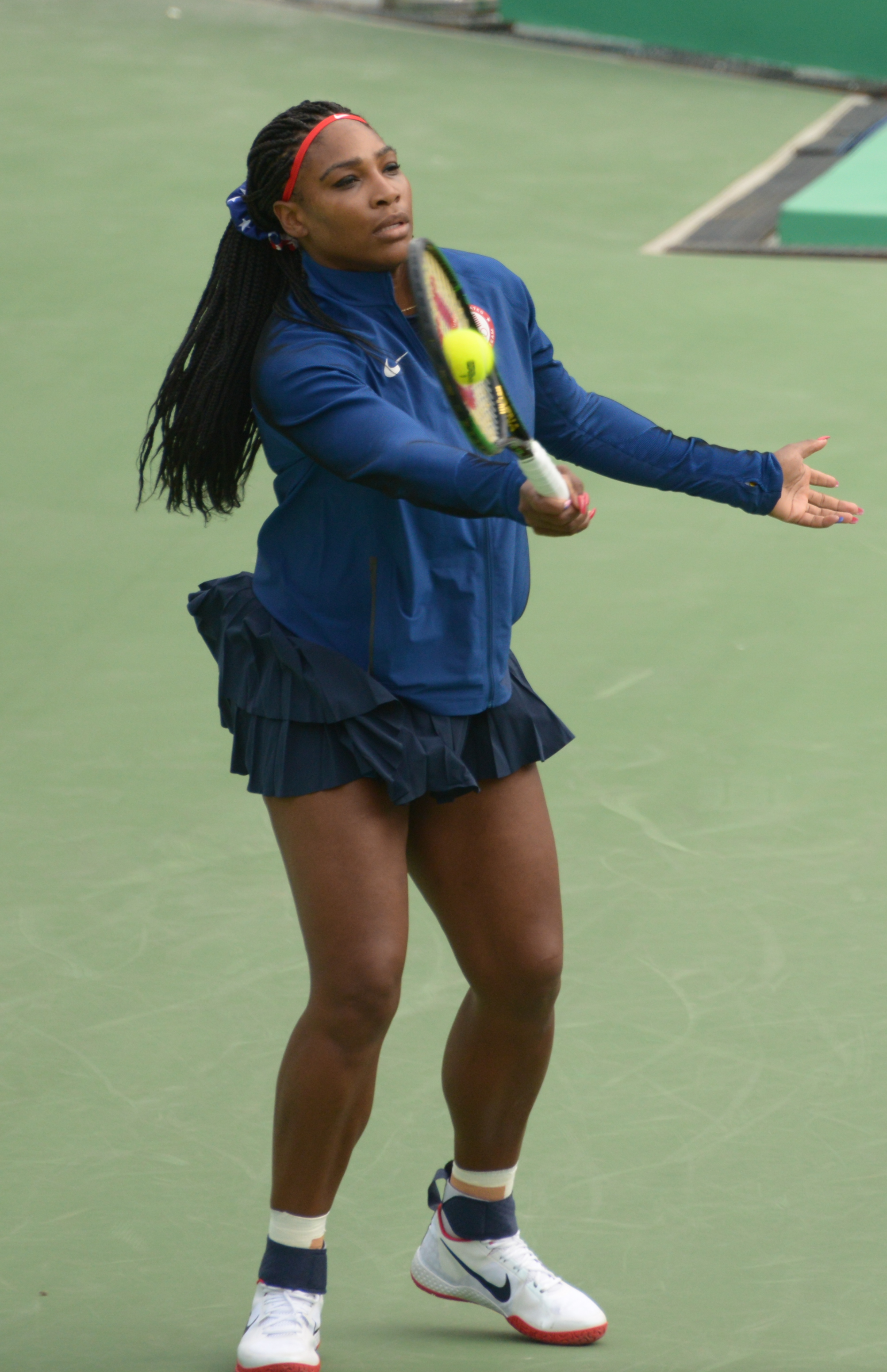
Wimbledonským titulem vyrovnala Serena Williamsová 22grandslamový rekord open éry Steffi Grafové

Po měsíčním odpočinku se vrátila březnovým BNP Paribas Open, na němž postoupila do finále poprvé od roku 2001. Její série pěti vzájemných výher nad Viktorií Azarenkovou však skončila nezvládnutým finálovým duelem. Ve čtvrtém kole opustila pavouk Miami Open, po vyřazení od Světlany Kuzněcovové. Skončila tak její 20zápasová miamská neporazitelnost od roku 2012. Sedmdesátý titul vybojovala na Internazionali BNL d'Italia po zdolání Madison Keysové. Ukončila tím 265 dní čekání na trofej. Poražena odešla i z finále druhého grandslamu French Open, v němž ji přehrála světová čtyřka Garbiñe Muguruzaová.
Ve čtvrtfinále Wimbledonu deklasovala Anastasiji Pavljučenkovovou a v semifinále si poradila s překvapením turnaje Jelenou Vesninovou. V boji o titul vrátila lednovou porážku Kerberové. Na čtvrtý pokus tak vybojovala dvacátý druhý grandslam z dvouhry, čímž vyrovnala rekord otevřené éry Steffi Grafové. Němku a Dorotheu Lambertovou Chambersovou dorovnala i počtem sedmi wimbledonských vavřínů. Ve věku 34 let a 288 dní se stala nejstarší vítězkou majoru open éry. Na olympijském turnaji podlehla již ve třetím kole Elině Svitolinové a z Western & Southern Open se odhlásila pro pokračující potíže s ramenem. Na US Open zopakovala semifinálový výsledek, když ji v této fázi vyřadila desátá nasazená Karolína Plíšková. Porážka znamenala ztrátu postu světové jedničky. Přesto se výhrou ve čtvrtém kole nad Jaroslavou Švedovovou stala nejúspěšnějším tenistou ve statistice vítězných zápasů na Grand Slamu. Celkově 308. vítězstvím pokořila historický rekord Rogera Federera.
Pro pokračující poranění ramene se odhlásila z podzimních turnajů ve Wu-chanu a Pekingu. Dne 17. října pak vydala prohlášení, že se podruhé v řadě nezúčastní ani Turnaje mistryň.
Druhou startující, při odstoupení Williamsové, se 28. září 2016 stala Simona Halepová.

#### Simona Halepová
Z Brisbane International se odhlásila poranění Achillovy šlachy.

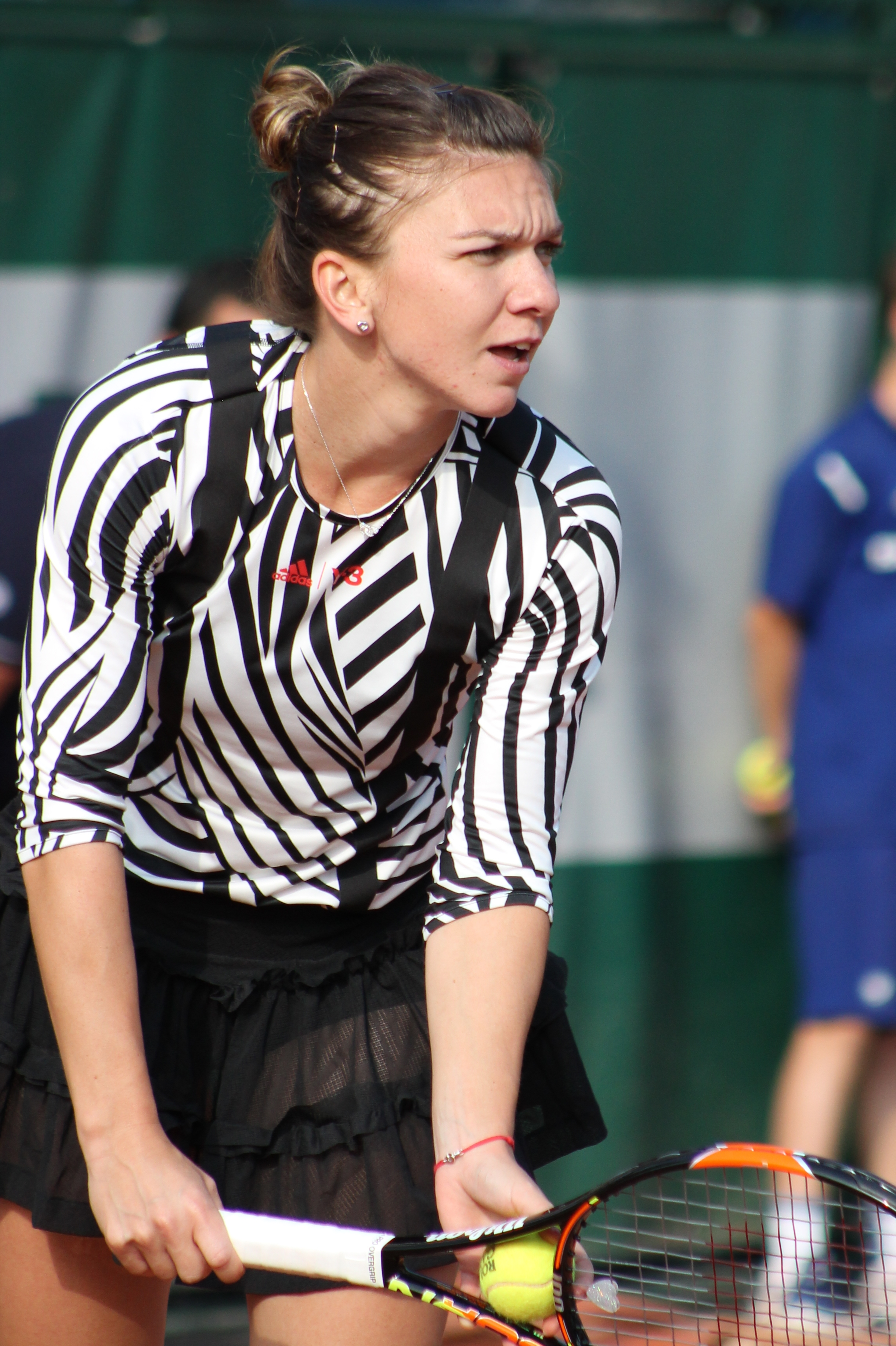
Simona Halepová vyhrála Mutua Madrid Open z kategorie Premier Mandatory

Sezónu tak rozehrála na Apia International Sydney, kde ji v semifinále vyřadila Světlana Kuzněcovová. Na Australian Open dohrála již v prvním kole s čínskou kvalifikantkou Čang Šuaj. V dubajské dvouhře skončila v první fázi na raketě Any Ivanovićové a úvodní zápas nezvládla ani na Qatar Total Open, kde byla nad její síly Ruska Jelena Vesninová. Ztráta bodů znamenala pád o dvě příčky na 5. místo žebříčku.
Březnový BNP Paribas Open v Indian Wells znamenal čtvrtfinálovou porážku od Sereny Williamsové. Ve stejné fázi Miami Open pak dohrála se Švýcarkou Timeou Bacsinszkou a poprvé od května 2014 vypadla z elitní světové pětky.
Antukovou sezónu zahájila na halovém Porsche Tennis Grand Prix, kde po volném losu nestačila na kvalifikantku Lauru Siegemundovou. Jednalo se o její nejtěžší porážku od finále Turnaje mistryň 2014. Naopak zlepšení formy přišlo během Mutua Madrid Open, kde ve finále zdolala Slovenku Dominiku Cibulkovou. French Open přinesl osmifinálové vyřazení od Samanthy Stosurové. Ve Wimbledonu došla do čtvrtfinále, v němž jí stopku vystavila Angelique Kerberová.
Z olympijského turnaje v Riu de Janeiru se omluvila pro riziko nákazy virem zika. Druhý bukurešťský triumf přidala na BRD Bucharest Open po finálovém vítězství nad lotyšskou turnajovou sedmičkou Anastasijí Sevastovovou poměrem 6–0 a 6–0. Zlepšení formy potvrdila na montréalském Rogers Cupu, kde si připsala trofej po finálové výhře nad Madison Keysovou. V semifinále cincinnatského Western & Southern Open nenašla recept na Kerberovou a mezi poslední osmičkou hráček US Open ji zastavila světová jednička Serena Williamsová.
Na asijské túře postoupila do semifinále Wuhan Open, v němž dohrála s Petrou Kvitovou. Pekingský China Open znamenal opuštění turnaje ve třetí fází po porážce od Čang Šuaj.
Třetí a čtvrtou tenistkou s jistou účastí se 4. října 2016 staly Agnieszka Radwańská a Karolína Plíšková. 

#### Agnieszka Radwańská
Do sezóny vstoupila titulem z Shenzhen Open, kde ve finále zdolala americkou tenistku Alison Riskeovou. Na Australian Open postoupila do semifinále, kde uhrála jen čtyři gamy proti světové jedničce Serenu Williamsovou.

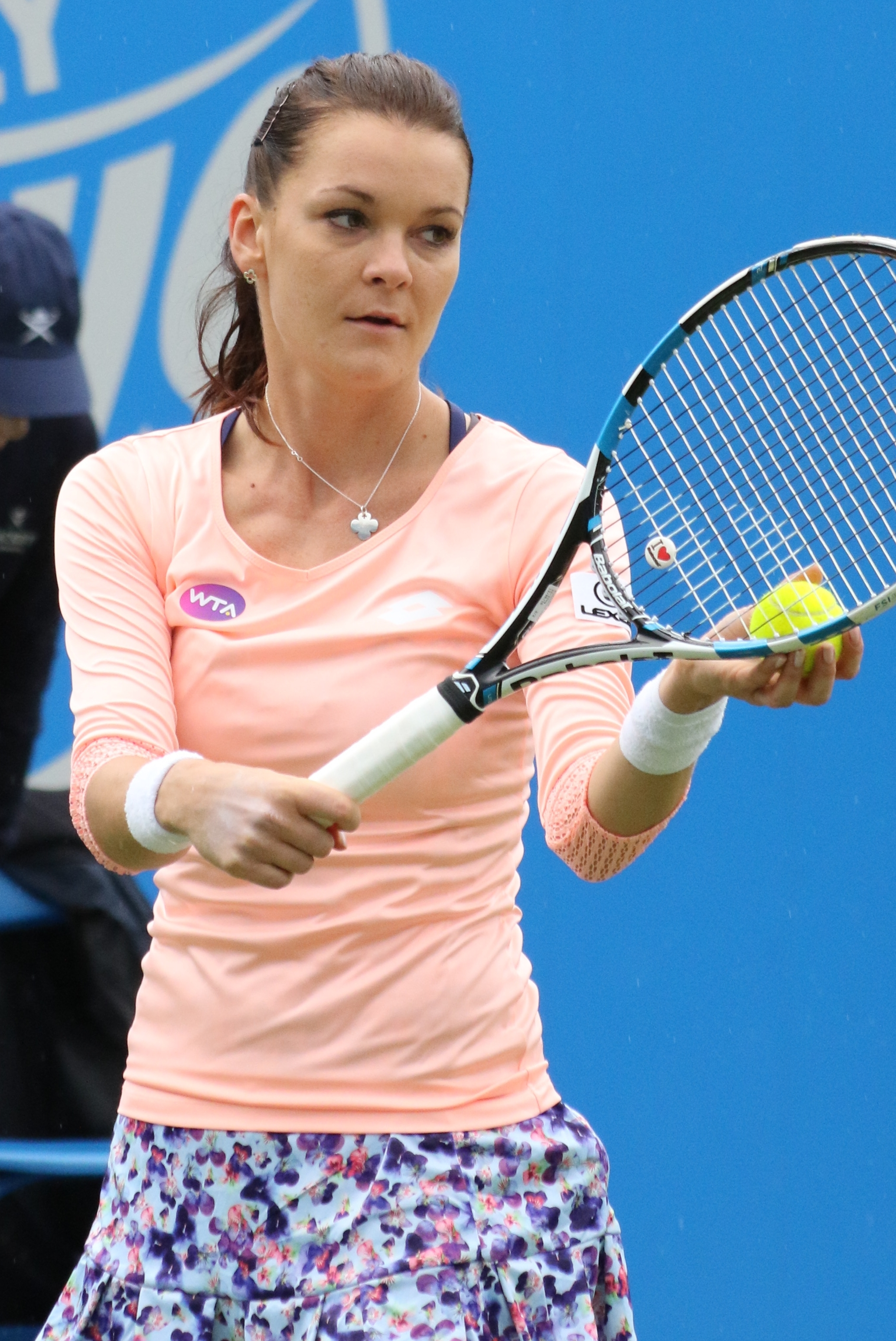
Agnieszka Radwańská získala tituly v Šen-čenu, Pekingu a New Havenu

V páté semifinálové účasti Qatar Total Open odebrala Carle Suárezové Navarrové dvě hry. BNP Paribas Open znamenal vítězným čtvrtfinále nad Petru Kvitovou návrat na 2. místo žebříčku. V dalším duelu však nenašla recept na Serenu Williamsovou. Miami Open znamenal opuštění soutěže ve čtvrtém kole po porážce od Švýcarce Timey Bacsinszké.
První antukový turnaj, Porsche Tennis Grand Prix, přinesl semifinálovou prohru s německou kvalifikantkou Laurou Siegemundovou. Brzké vyřazení následovalo na Mutua Madrid Open s Dominikou Cibulkovou. Na pařížském grandslamu French Open postoupila do čtvrtého kola, kde v utkání – pro déšť hraném tři dny – vypadla s Bulharkou a 102. hráčkou žebříčku Cvetanou Pironkovovou. Před přerušením přitom vedla 6–3 a 3–0. Následně však ztratila deset her za sebou a ostře zkritizovala organizátory za neregulérní podmínky.
V prvním kole birminghamského AEGON Classic hraného na trávě byla nad její síly Coco Vandewegheová. AEGON International v Eastbourne znamenal nezvládnuté semifinále s Dominikou Cibulkovou, která ji vyřadila i ve čtvrtém kole navazujícího Wimbledonu.
Letní americkou sezónu rozehrála kanadským Rogers Cupem, kde ji ve třetím kole zastavila šestnáctá nasazená Anastasija Pavljučenkovová. Přesun z Montréalu na olympijský turnaj v Riu de Janeiru trval 55 hodin a soutěž opustila v zahajovacím zápasu po prohře od Číňanky Čeng Saj-saj. Ve čtvrtfinále cincinnatského Western & Southern Open pak nenašla recept na Simonu Halepovou. Jako turnajová jednička zavítala na Connecticut Open do New Havenu, kde po výhře nad dvojnásobnou obhájkyní trofeje Petrou Kvitovou pronikla do finále. V něm přehrála Elinu Svitolinovou a připsala si devatenáctý singlový titul na okruhu WTA Tour. Její cestu US Open ukončila 18letá teenagerka Ana Konjuhová ve čtvrtém kole.
Na tokijském Toray Pan Pacific Open se popáté probojovala do semifinále, v němž nestačila na Dánku Caroline Wozniackou. Ve čtvrtfinálové fázi Wuhan Open ji vystavila stopku Světlana Kuzněcovová a z pekingského China Open si odvezla druhou trofej, když zvládla duel o titul proti Britce Johanně Kontaové. Turnajem prošla bez ztráty setu. Před čtvrtfinálem na Tianjin Open v Tchien-ťinu odstoupila pro zranění pravého stehna.

#### Karolína Plíšková

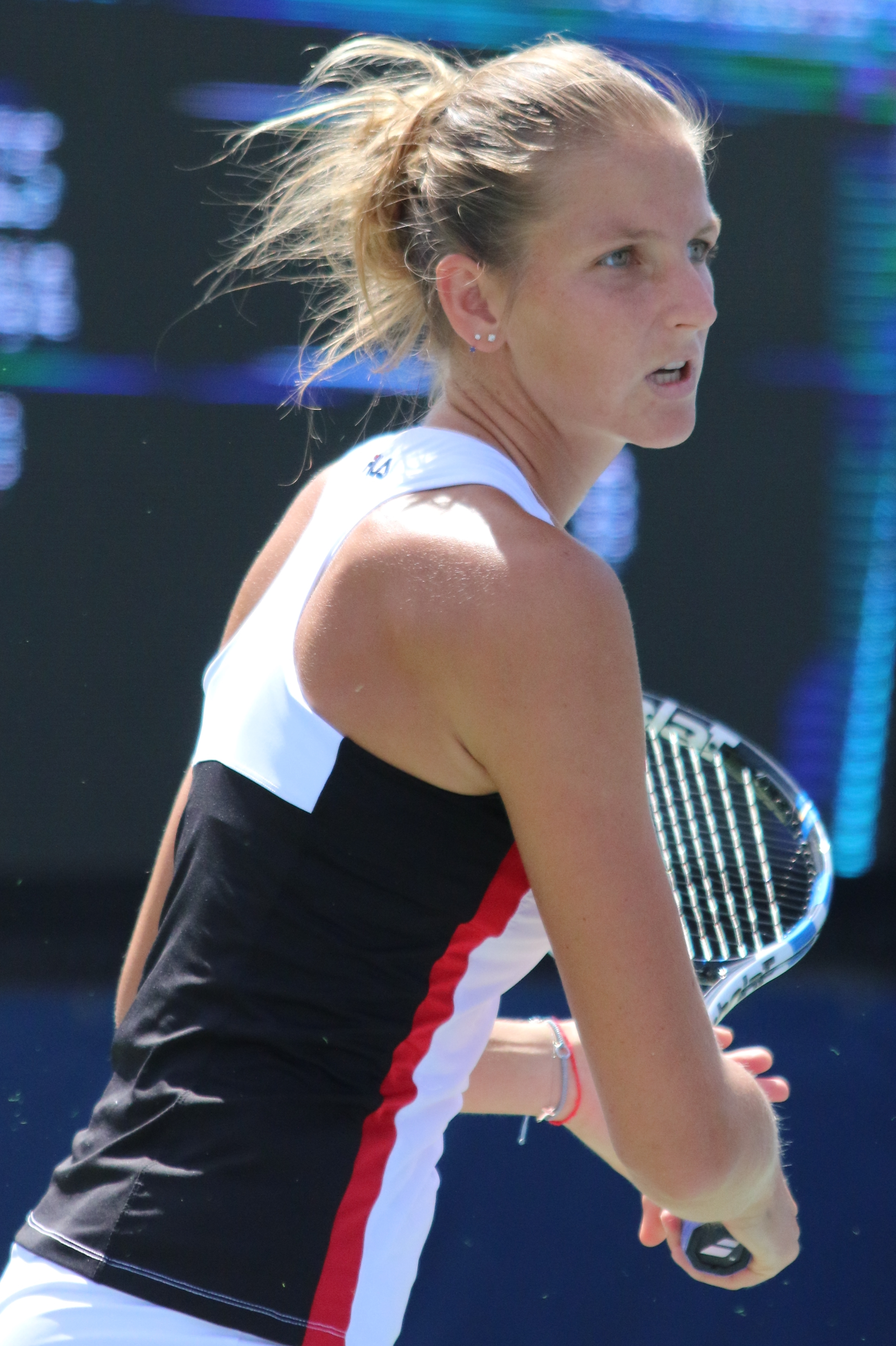
Karolína Plíšková vyhrála svůj první turnaj kategorie Premier – Western & Southern Open a na US Open postoupila do prvního grandslamového finále

Ve čtvrtfinále Apia International Sydney ji zastavila světová dvojka Simona Halepová. Melbournský Australian Open znamenal postup do třetího kola, v němž dohrála na raketě Jekatěriny Makarovové. Své zahajovací utkání proti Američance Coco Vandewegheové nezvládla na Dubai Tennis Championships a stejný scénář zopakovala během Qatar Total Open, kde byla nad její síly Ruska Margarita Gasparjanová. Březnový BNP Paribas Open znamenal postup do semifinále, v němž ji vyřadila Běloruska Viktoria Azarenková. Další výpadek přišel na navazujícím Miami Open, kde po volném losu nestačila na Maďarku Timeu Babosovou.
Na halovém Porsche Tennis Grand Prix ji ve třetím kole vystavila stopku Agnieszka Radwańská a na pražské události J&T Banka Prague Open si zahrála semifinále proti Lucii Šafářovové, z něhož odešla poražena. Brzká vyřazení přišla na antukových turnajích Mutua Madrid Open, římském Internazionali BNL d'Italia s Darjou Kasatkinovou i pařížském grandslamu French Open, kde nenašla recept na 108. hráčku žebříčku Shelby Rogersovou.
Zlepšení formy přišlo s přechodem na trávu. Titul získala na AEGON Open Nottingham po finálovém vítězství nad Američankou Alison Riskeovou. Naopak v prvním kole birminghamského AEGON Classic skončila na raketě Barbory Strýcové, s níž dosáhla deblové trofeje. Jako poražená finalistka odešla z AEGON International v Eastbourne, když nestačila na Slovenku Dominiku Cibulkovou. Wimbledon opustila porážkou ve druhém zápase od Japonky Misaki Doiovou.
Letní americkou sezónu rozehrála Rogers Cupem, kde ji ve třetím kole vyřadila Simona Halepová. Z olympijského turnaje v Riu de Janeiru se omluvila pro riziko nákazy virem zika. První trofej z kategorie WTA Premier dosáhla na cincinnatském Western & Southern Open, hraném v úrovni Premier 5. V roli turnajové patnáctky ve finále přehrála Angelique Kerberovou. Po turnaji se posunula na 11. místo a poprvé v kariéře se stala českou ženskou jedničkou, když druhé Kvitové patřila patnáctá příčka. Až při 18. startu na grandslamu překročila brány prvního hracího týdne, když poprvé postoupila alespoň do osmifinále a objevila se ve druhém týdnu majoru. Na cestě do premiérového grandslamového finále v kariéře, US Open, se stala teprve osmou hráčkou na okruhu WTA Tour, jež dokázala na jediném turnaji porazit sestry Venus i Serenu Williamsovy. V třísetovém boji o titul pak nestačila na Kerberovou. Po turnaji se posunula na kariérní maximum, když jí patřilo 6. místo. Na tokijském Toray Pan Pacific Open prohrála po volném losu s kvalifikantkou Aljaksandrou Sasnovičovou, ve třetím kole skončila na Wuhan Open a v téže fázi skončila na pekingském China Open s Johanna Kontaovou. Dne 10. října se stala novou světovou pětkou.
Jako pátá v pořadí si letenku do Singapuru 14. října 2016 zajistila Garbiñe Muguruzaová.

#### Garbiñe Muguruzaová
Sezónu rozehrála na Brisbane International, kde ve druhém kole skrečovala Varvaře Lepčenkové pro zánět fascie plosky. Na Australian Open dohrála ve třetí fázi na raketě Češky Barbory Strýcové.

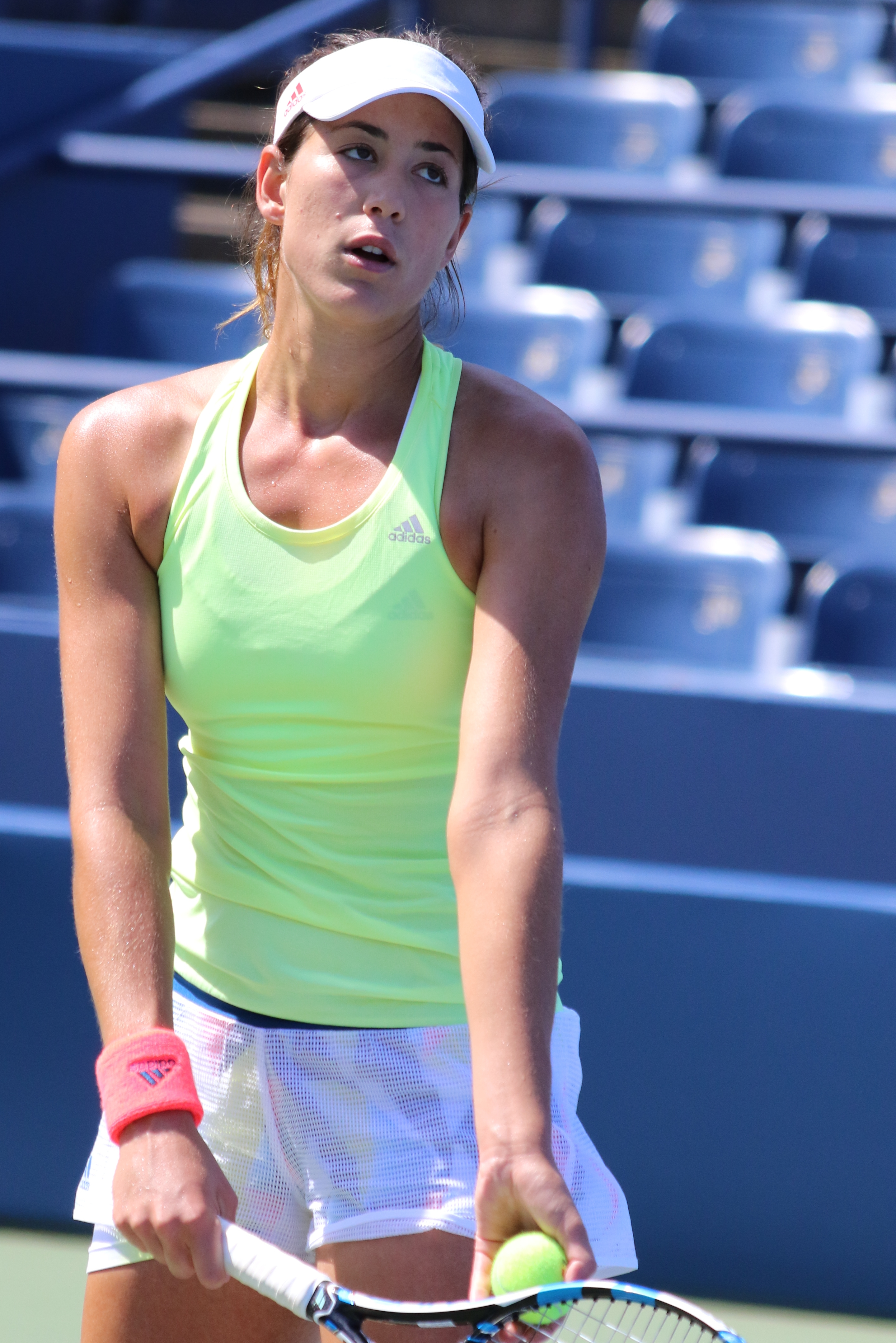
Garbiñe Muguruzaová získala první grandslam triumfem na Roland Garros

Svůj zahajovací duel nezvládla na březnovém BNP Paribas Open v Indian Wells, kde ji vyřadila Američanka Christina McHaleová. V osmifinále opustila Miami Open po porážce od Belorusky Viktorije Azarenkové. Antukový Porsche Tennis Grand Prix přinesl čtvrtifálovou když prohrála s Petrou Kvitovou. Již ve druhém kole pak dohrála na Mutua Madrid Open s Rumunkou Irinou-Camelií Beguovou. Do prvního semifinále v roce se probojovala na římském Internazionali BNL d'Italia, kde ji zdolala Američanka Madison Keysová.
Na French Open prošla po výhře nad Samanthou Stosurovou do svého druhého grandslamového finále, v němž porazila obhájkyni trofeje a světovou jedničku Serenu Williamsovou ve dvou sadách. vybojovala premiérový grandslamový titul kariéry. Stala se tak druhou španělskou šampionkou Roland Garros. V žebříčku WTA se poprvé posunula na 2. místo. Premiérový ročník travnatého Mallorca Open znamenal vyřazení v prvním kole od Belgičanky Kirsten Flipkensové. Ve Wimbledonu pak dohrála ve druhé fázi na raketě slovenské kvalifikantky z druhé stovky Jany Čepelové. Na olympijském turnaji postoupila přes Japonku Nao Hibinovou do třetího kola, v němž uhrála jen dva gamy na Portoričanku Mónicu Puigovou. Cincinnatský Western & Southern Open přinesl vyřazení v semifinále od Karolíny Plíškové a newyorský grandslam US Open opuštění soutěže ve druhém kole po prohře s Anastasijí Sevastovovou z Lotyšska.
V podzimní asijské části se probojovala do čtvrtfinále tokijského Toray Pan Pacific Open, kde ji vyřadila světová dvacítka Elina Svitolinová. Na Wuhan Open nezvládla úvodní duel proti Jeleně Jankovićové a pavouk pekingského China Open opustila v osmifinále, když byla nad její síly Petra Kvitová. Na rakouském Generali Ladies Linz, dohrála mezi poslední osmičkou poté, co ji zastavila Švýcarka Viktorija Golubicová.
Šestou a sedmou z osmi kvalifikovaných se 16. října 2016 staly Madison Keysová a Dominika Cibulková.

#### Madison Keysová
Američanka se na Turnaj mistryň kvalifikovala poprvé v kariéře, když se v průběhu roku dokázala dostat do Top 10 žebříčku WTA. Na turnaji byla ve věku 21 let nejmladší účastnicí.

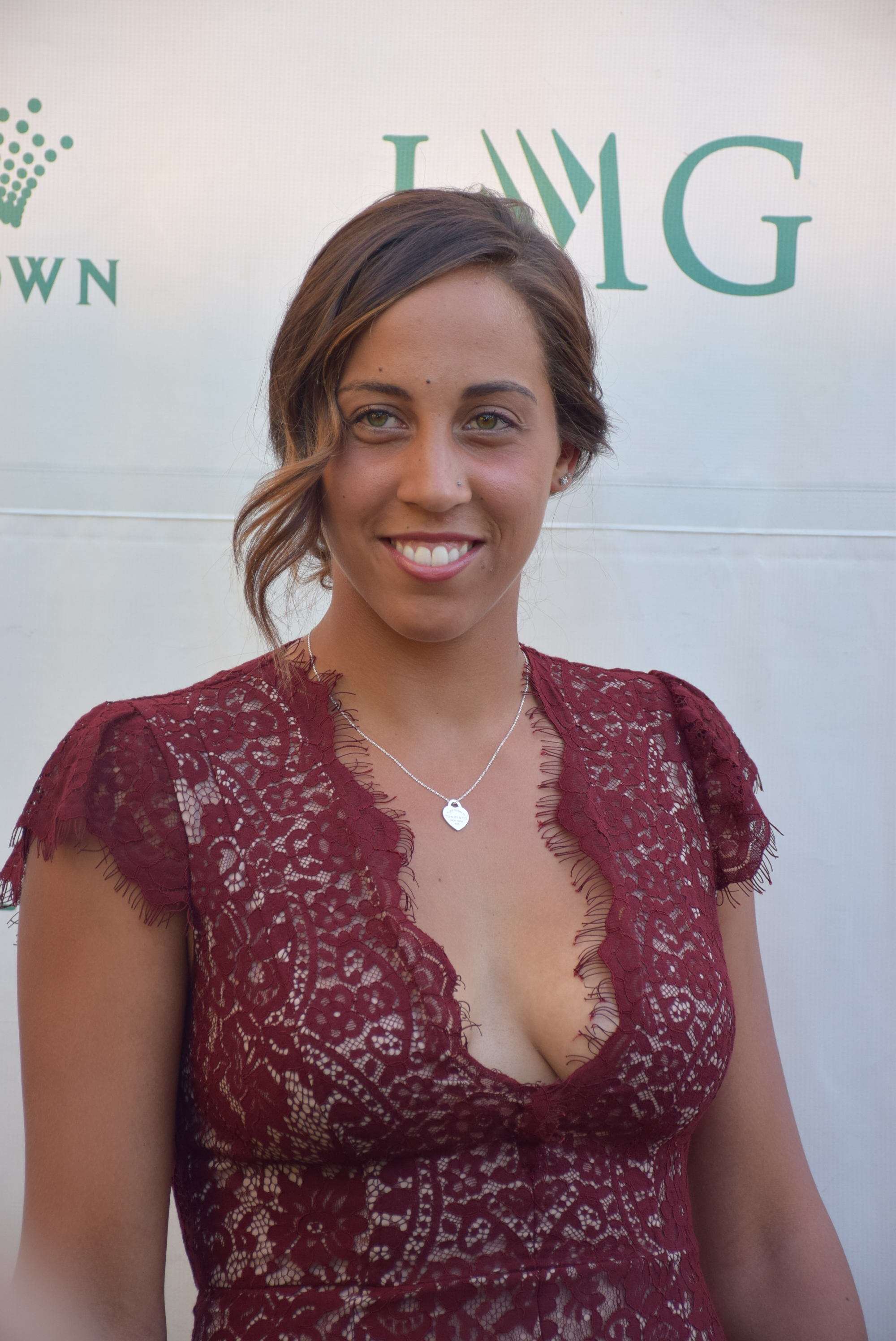
Madison Keysová v sezóně poprvé pronikla do elitní světové desítky a ze tří finále uspěla v Birminghamu

Sezónu odstartovala na Australian Open, kde ji v osmifinále vyřadila Čang Šuaj. Utkání značně ovlivnilo zranění levé nohy Keysové, po kterém marodila až do březnového Indian Wells, hraného v Kalifornii. Tam po volném losu v úvodním kole vypadla s krajankou Nicole Gibbsovou. Po přesunu pak prohrála ve čtvrtfinále Miami Open, když byla nad její síly Němka Angelique Kerberová. Vítězstvím nad Darjou Gavrilovovou pomohla týmu Spojených států k triumfu nad Austrálií v baráži Světové skupiny Fed Cupu.
V květnu pak skončila v osmifinále antukového Mutua Madrid Open, kde ji z turnaje vyřadila rumunská hráčka Patricia Maria Țigová. Svého třetího finále na okruhu se dočkala na Internazionali BNL d'Italia v Římě, které se stalo jejím prvním finálovým utkáním kategorie Premier 5, a v němž podlehla ve dvou setech Sereně Williamsové. Stejně jako Australian Open, tak i French Open opustila po 4. kole, když ji vyřadila Kiki Bertensová z Nizozemska.
Postupem do finále travnatého AEGON Classic v Birminghamu si ve dvaceti jedna letech zajistila premiérový posun do první světové desítky žebříčku WTA, když postoupila o šest míst na 10. příčku. Stala se tak první Američankou v elitní desítce od Sereny Williamsové, která do ni pronikla v roce 1999. V něm porazila Češku Barboru Strýcovou a získala svůj druhý titul v kariéře. Ve Wimbledonu došla stejně jako na předchozích dvou grandslamech opět do osmifinále, v němž jí stopku vystavila Simona Halepová. Se stejnou soupeřkou pak prohrála ve finále kanadského Rogers Cupu.
Jen 4. místo na ni zbylo z dvouhry olympijského turnaje v Riu de Janeiru, když mezi poslední čtveřicí hráček nejprve prohrála s Angelique Kerberovou a v boji o bronzovou medaili rovněž i s Petrou Kvitovou. Počtvrté v sezóně vypadla na grandslamu v osmifinále, když ji na newyorském US Open zastavila Dánka Caroline Wozniacká. Zlepšení formy přišlo v asijské části sezóny. Do čtvrtfinále se probojovala na Wuhan Open, v němž ji z pavouka odstavila Simona Halepová. V semifinále pekingského China Open pak podlehla britské tenistce Johanně Kontaové. Místenku na Turnaj mystryň jí zajistil postup do semifinále rakouského turnaje v Linci, ke kterému však nenastoupila.

### Výsledky a body
Tabulka uvádí sezónní výsledky a odpovídající bodový zisk kvalifikovaných hráček a náhradnic Turnaje mistryň.
| Poř.                           | Tenistka                  | Grand Slam | Grand Slam | Grand Slam | Grand Slam | Premier Mandatory | Premier Mandatory | Premier Mandatory | Premier Mandatory | Nejlépe na Premier 5 | Nejlépe na Premier 5 | Nejlépe na dalších turnajích | Nejlépe na dalších turnajích | Nejlépe na dalších turnajích | Nejlépe na dalších turnajích | Nejlépe na dalších turnajích | Nejlépe na dalších turnajích | Body  | Turnaje | T i t u l y |
| ------------------------------ | ------------------------- | ---------- | ---------- | ---------- | ---------- | ----------------- | ----------------- | ----------------- | ----------------- | -------------------- | -------------------- | ---------------------------- | ---------------------------- | ---------------------------- | ---------------------------- | ---------------------------- | ---------------------------- | ----- | ------- | ----------- |
| Poř.                           | Tenistka                  | Austr      | French     | Wimbl      | US Open    | Indian W          | Miami             | Madrid            | Peking            | 1.                   | 2.                   | 1.                           | 2.                           | 3.                           | 4.                           | 5.                           | 6.                           | Body  | Turnaje | T i t u l y |
| 1.                             | Angelique Kerberová       | Titul 2000 | 128k 10    | F 1300     | Titul 2000 | 64k 10            | SF 390            | 64k 10            | 16k 120           | F 585                | SF 350               | Titul 470                    | F 305                        | SF 185                       | R16 105                      | QF 100                       | QF 60                        | 8 000 | 20      | 3           |
| —                              | Serena Williamsová        | F 1300     | F 1300     | Titul 2000 | SF 780     | F 650             | 16k 120           | A 0               | A 0               | Vítěz 900            |                      |                              |                              |                              |                              |                              |                              | 7 050 | 7       | 2           |
| 2.                             | Agnieszka Radwańská       | SF 780     | 16k 240    | 16k 240    | 16k 240    | SF 390            | 16k 120           | 64k 10            | Vítěz 1000        | SF 350               | QF 190               | Titul 470                    | Titul 280                    | QF 190                       | SF 185                       | SF 185                       | 16k 105                      | 4 975 | 19      | 3           |
| 3.                             | Simona Halepová           | 128k 10    | 16k 240    | QF 430     | QF 430     | QF 215            | QF 215            | Titul 1000        | 16k 120           | Titul 900            | SF 350               | SF 350                       | Titul 280                    | SF 185                       | 16k 1                        | 16k 1                        | 32k 1                        | 4 728 | 17      | 3           |
| 4.                             | Karolína Plíšková         | 32k 130    | 128k 10    | 64k 70     | F 1300     | SF 390            | 64k 10            | 32k 65            | 16k 120           | Titul 900            | 16k 105              | F 305                        | Titul 280                    | SF 110                       | 16k 105                      | QF 100                       | QF 100                       | 4 100 | 21      | 2           |
| 5.                             | Garbiñe Muguruzaová       | 32k 130    | Titul 2000 | 64k 70     | 64k 70     | 64k 10            | 16k 120           | 32k 65            | 16k 120           | SF 350               | SF 350               | QF 190                       | QF 100                       | QF 100                       | QF 60                        | 16k 1                        | A 0                          | 3 736 | 19      | 1           |
| 6.                             | Madison Keysová           | 16k 240    | 16k 240    | 16k 240    | 16k 240    | 64k 10            | QF 215            | 16 120            | SF 390            | F 585                | F 585                | Titul 470                    | QF 190                       | SF 110                       | 32k 1                        | 32k 1                        |                              | 3 637 | 15      | 1           |
| 7.                             | Dominika Cibulková        | 128k 10    | 32k 130    | QF 430     | 32k 130    | 64k 35            | 64k 35            | F 650             | 32k 10            | F 585                | 16k 105              | Titul 470                    | Titul 280                    | Titul 280                    | SF 185                       | F 180                        | SF 110                       | 3 625 | 22      | 3           |
| 8.                             | Světlana Kuzněcovová      | 64k 70     | 16k 240    | 16k 240    | 64k 70     | 64k 10            | F 650             | 64k 10            | 16k 120           | SF 350               | QF 190               | Titul 470                    | Titul 470                    | QF 190                       | QF 190                       | SF 110                       | SF 110                       | 3 490 | 20      | 2           |
| Náhradnice                     |                           |            |            |            |            |                   |                   |                   |                   |                      |                      |                              |                              |                              |                              |                              |                              |       |         |             |
| 9.                             | Johanna Kontaová          | SF 780     | 128k 10    | 64k 70     | 16k 240    | 16k 120           | QF 215            | 64k 10            | F 650             | QF 190               | QF 190               | Titul 470                    | SF 185                       | 16k 105                      | 16k 105                      | QF 60                        | 16k 55                       | 3 455 | 22      | 1           |
| 10.                            | Carla Suárezová Navarrová | QF 430     | 16k 240    | 16k 240    | 16k 240    | A 0               | 64k 10            | 16k 120           | 64k 10            | Titul 900            | QF 190               | SF 185                       | SF 185                       | SF 110                       | 16k 105                      | 16k 105                      | QF 100                       | 3 170 | 22      | 1           |
| náhradnice odhlášení z turnaje |                           |            |            |            |            |                   |                   |                   |                   |                      |                      |                              |                              |                              |                              |                              |                              |       |         |             |

| Legenda | Legenda                   | Legenda | Legenda             |
| ------- | ------------------------- | ------- | ------------------- |
| A       | neúčast hráčky na turnaji | 64k     | 64 hráček v kole    |
| QF      | prohra ve čtvrtfinále     | 32k     | 32 hráček v kole    |
| SF      | prohra v semifinále       | 16k     | 16 hráček v kole    |
| F       | prohra ve finále          | Titul   | vítězství v turnaji |
| 0/2000  | získané body na turnaji   |         |                     |

### Předešlý poměr vzájemných zápasů
|    |                      | Kerber | Radwańska | Halep | Plíšková | Muguruza | Keys | Cibulková | Kuzněcova | Celkem | Poměr |
| 1. | Angelique Kerberová  |        | 5–6       | 3–4   | 5–3      | 3–4      | 5–1  | 4–4       | 3–4       | 28–26  | 57–16 |
| 2. | Agnieszka Radwańská  | 6–5    |           | 5–5   | 6–0      | 3–4      | 5–1  | 7–6       | 4–12      | 36–33  | 51–16 |
| 3. | Simona Halepová      | 4–3    | 5–5       |       | 4–1      | 1–2      | 4–1  | 2–3       | 4–3       | 24–18  | 44–16 |
| 4. | Karolína Plíšková    | 3–5    | 0–6       | 1–4   |          | 3–1      | 0–0  | 0–3       | 1–0       | 8–19   | 42–20 |
| 5. | Garbiñe Muguruzaová  | 4–3    | 4–3       | 2–1   | 1–3      |          | 0–2  | 3–0       | 1–1       | 15–13  | 32–17 |
| 6. | Madison Keysová      | 1–5    | 1–5       | 1–4   | 0–0      | 2–0      |      | 3–0       | 3–0       | 11–14  | 43–15 |
| 7. | Dominika Cibulková   | 4–4    | 6–7       | 3–2   | 3–0      | 0–3      | 0–3  |           | 5–3       | 21–22  | 50–19 |
| 8. | Světlana Kuzněcovová | 4–3    | 12–4      | 3–4   | 0–1      | 1–1      | 0–3  | 3–5       |           | 23–21  | 43–20 |

## Čtyřhra

### Kvalifikované páry
| Pořadí | pár                                                    | body  | tours | kvalifikován |
| ------ | ------------------------------------------------------ | ----- | ----- | ------------ |
| 1.     | Caroline Garciaová (FRA) Kristina Mladenovicová (FRA)  | 7 360 | 16    | 6. září      |
| 2.     | Martina Hingisová (SUI) Sania Mirzaová (IND)           | 6 315 | 14    | 21. června   |
| 3.     | Bethanie Matteková-Sandsová (USA) Lucie Šafářová (CZE) | 5 226 | 7     | 1. října     |
| 4.     | Jekatěrina Makarovová (RUS) Jelena Vesninová (RUS)     | 4 495 | 7     | 13. září     |
| 5.     | Tímea Babosová (HUN) Jaroslava Švedovová (KAZ)         | 3 975 | 12    | 5. října     |
| 6.     | Čan Chao-čching (TPE) Čan Jung-žan (TPE)               | 3 845 | 18    | 5. října     |
| 7.     | Andrea Hlaváčková (CZE) Lucie Hradecká (CZE)           | 3 775 | 16    | 5. října     |
| 8.     | Julia Görgesová (GER) Karolína Plíšková (CZE)          | 3 485 | 11    | 5. října     |

### Výsledky a body
Tabulka uvádí sezónní výsledky a odpovídající bodový zisk kvalifikovaných párů a náhradnic Turnaje mistryň.
| 1.         | Caroline Garciaová (FRA) Kristina Mladenovicová (FRA)  | Titul 2000 | Titul 1000 | F 1300     | F 650     | Titul 470 | Titul 470 | QF 430  | F 305     | F 305     | R16 240 | QF 190 | 7 360 | 16 | 4 |
| 2.         | Martina Hingisová (SUI) Sania Mirzaová (IND)           | Titul 2000 | Titul 900  | F 650      | Titul 470 | Titul 470 | Titul 470 | QF 430  | F 305     | R16 240   | QF 190  | QF 190 | 6 315 | 14 | 5 |
| 3.         | Bethanie Matteková-Sandsová (USA) Lucie Šafářová (CZE) | Titul 2000 | Titul 1000 | Titul 1000 | Titul 900 | F 305     | R64 10    | R64 10  | R16 1     |           |         |        | 5 226 | 8  | 4 |
| 4.         | Jekatěrina Makarovová (RUS) Jelena Vesninová (RUS)     | F 1300     | Titul 900  | SF 780     | F 585     | QF 430    | SF 390    | QF 100  | R16 10    | R16 1     |         |        | 4 496 | 9  | 1 |
| 7.         | Andrea Hlaváčková (CZE) Lucie Hradecká (CZE)           | F 1300     | Titul 470  | QF 430     | SF 350    | Titul 280 | R16 240   | R16 240 | QF 215    | QF 215    | QF 215  | SF 185 | 4 140 | 17 | 2 |
| 6.         | Čan Chao-čching (TPE) Čan Jung-žan (TPE)               | Titul 900  | QF 430     | QF 430     | SF 390    | SF 350    | SF 350    | F 305   | Titul 280 | Titul 280 | QF 215  | SF 185 | 4 115 | 20 | 3 |
| 7.         | Tímea Babosová (HUN) Jaroslava Švedovová (KAZ)         | F 1300     | F 650      | SF 390     | R16 240   | R16 240   | QF 215    | QF 190  | QF 190    | QF 190    | SF 185  | SF 185 | 3 975 | 12 | 0 |
| 8.         | Julia Görgesová (GER) Karolína Plíšková (CZE)          | SF 780     | SF 780     | F 650      | SF 350    | R16 240   | R16 240   | QF 215  | R16 105   | R16 105   | R32 10  | R32 10 | 3 485 | 11 | 0 |
| Náhradnice |                                                        |            |            |            |           |           |           |         |           |           |         |        |       |    |   |
| 9.         | Raquel Atawová (USA) Abigail Spearsová (USA)           | SF 780     | Titul 470  | QF 215     | QF 190    | QF 190    | QF 190    | SF 185  | R32 130   | R32 130   | SF 110  | SF 110 | 2 700 | 21 | 1 |
| náhradnice |                                                        |            |            |            |           |           |           |         |           |           |         |        |       |    |   |

| Legenda | Legenda                   | Legenda | Legenda             |
| ------- | ------------------------- | ------- | ------------------- |
| A       | neúčast hráčky na turnaji | 64k     | 64 hráček v kole    |
| QF      | prohra ve čtvrtfinále     | 32k     | 32 hráček v kole    |
| SF      | prohra v semifinále       | 16k     | 16 hráček v kole    |
| F       | prohra ve finále          | Titul   | vítězství v turnaji |
| 0/2000  | získané body na turnaji   |         |                     |

## Průběh turnaje

### 1. den: 23. října 2016
| Soutěž                                                      | skupina | vítězky                 | poražené               | výsledek           | čas      |
| ----------------------------------------------------------- | ------- | ----------------------- | ---------------------- | ------------------ | -------- |
| Dvouhra                                                     | červená | Simona Halepová [3]     | Madison Keysová [6]    | 6–2, 6–4           | 1.09 hod |
| Dvouhra                                                     | červená | Angelique Kerberová [1] | Dominika Cibulková [7] | 7–6(7–5), 2–6, 6–3 | 2.18 hod |
| 1. zápas hrán od 11:00 hod SELČ, 2. zápas ne před 13:30 hod |         |                         |                        |                    |          |

### 2. den: 24. října 2016
| Soutěž                                               | skupina | vítězky                                     | poražené                | výsledek           | čas      |
| ---------------------------------------------------- | ------- | ------------------------------------------- | ----------------------- | ------------------ | -------- |
| Dvouhra                                              | bílá    | Světlana Kuzněcovová [8]                    | Agnieszka Radwańská [2] | 7–5, 1–6, 7–5      | 2.48 hod |
|                                                      |         | Kuzněcovová odvrátila ve třetí sadě mečbol. |                         |                    |          |
| Dvouhra                                              | bílá    | Karolína Plíšková [4]                       | Garbiñe Muguruzaová [5] | 6–2, 6–7(4–7), 7–5 | 2.30 hod |
|                                                      |         | Plíšková odvrátila ve třetí sadě mečbol.    |                         |                    |          |
| 1. zápas hrán od 13:30 hod SELČ, 2. zápas následoval |         |                                             |                         |                    |          |

### 3. den: 25. října 2016
| Soutěž                                               | skupina | vítězky                 | poražené               | výsledek | čas      |
| ---------------------------------------------------- | ------- | ----------------------- | ---------------------- | -------- | -------- |
| Dvouhra                                              | červená | Angelique Kerberová [1] | Simona Halepová [3]    | 6–4, 6–2 | 1.22 hod |
| Dvouhra                                              | červená | Madison Keysová [6]     | Dominika Cibulková [7] | 6–1, 6–4 | 1.05 hod |
| 1. zápas hrán od 13:30 hod SELČ, 2. zápas následoval |         |                         |                        |          |          |

### 4. den: 26. října 2016
| Soutěž                                               | skupina | vítězky                  | poražené                | výsledek            | čas      |
| ---------------------------------------------------- | ------- | ------------------------ | ----------------------- | ------------------- | -------- |
| Dvouhra                                              | bílá    | Světlana Kuzněcovová [8] | Karolína Plíšková [4]   | 3–6, 6–2, 7–6 (8–6) | 2.17 hod |
| Dvouhra                                              | bílá    | Agnieszka Radwańská [2]  | Garbiñe Muguruzaová [5] | 7–6(7–1), 6–3       | 1.36 hod |
| 1. zápas hrán od 13:30 hod SELČ, 2. zápas následoval |         |                          |                         |                     |          |

### 5. den: 27. října 2016
| Soutěž                                                                                                 | fáze          | vítězky                                                                                         | poražené                               | výsledek              | čas           |
| Denní program                                                                                          | Denní program | Denní program                                                                                   | Denní program                          | Denní program         | Denní program |
| --- | ------------- | ----------------------------------------------------------------------------------------------- | -------------------------------------- | --------------------- | ------------- |
| Čtyřhra                                                                                                | čtvrtfinále   | Caroline Garciaová Kristina Mladenovicová [1]                                                   | Julia Görgesová Karolína Plíšková [8]  | 6–4, 6–2              | 1.25 hod      |
| Dvouhra                                                                                                | červená       | Dominika Cibulková [7]                                                                          | Simona Halepová [3]                    | 6–3, 7–6(7–5)         | 1.48 hod      |
| Večerní program                                                                                        |               |                                                                                                 |                                        |                       |               |
| Dvouhra                                                                                                | červená       | Angelique Kerberová [1]                                                                         | Madison Keysová [6]                    | 6–3, 6–3              | 1.01 hod      |
| Čtyřhra                                                                                                | čtvrtfinále   | Bethanie Matteková-Sandsová Lucie Šafářová [3]                                                  | Tímea Babosová Jaroslava Švedovová [7] | 5–7, 7–6(8–6), [10–2] | 2.29 hod      |
| |               | Matteková-Sandsová se Šafářovou odvrátily v první ztracené sadě 7 setbolů a ve druhé 3 mečboly. |                                        |                       |               |
| 1. zápas hrán od 7:30 hod SELČ, 2. zápas ne před 10:00 hod, 3. zápas od 13:30 hod, 4. zápas následoval |               |                                                                                                 |                                        |                       |               |

### 6. den: 28. října 2016
| Soutěž                                                                                                 | fáze          | vítězky                                    | poražené                             | výsledek        | čas           |
| Denní program                                                                                          | Denní program | Denní program                              | Denní program                        | Denní program   | Denní program |
| --- | ------------- | ------------------------------------------ | ------------------------------------ | --------------- | ------------- |
| Čtyřhra                                                                                                | čtvrtfinále   | Martina Hingisová Sania Mirzaová [2]       | Čan Chao-čching Čan Jung-žan [6]     | 7–6(12–10), 7–5 | 1.55 hod      |
| Dvouhra                                                                                                | bílá          | Garbiñe Muguruzaová [5]                    | Světlana Kuzněcovová [8]             | 3–6, 6–0, 6–1   | 1.34 hod      |
| Večerní program                                                                                        |               |                                            |                                      |                 |               |
| Dvouhra                                                                                                | bílá          | Agnieszka Radwańská [2]                    | Karolína Plíšková [4]                | 7–5, 6–3        | 1.18 hod      |
| Čtyřhra                                                                                                | čtvrtfinále   | Jekatěrina Makarovová Jelena Vesninová [4] | Andrea Hlaváčková Lucie Hradecká [5] | 6–2, 7–5        | 1.23 hod      |
| 1. zápas hrán od 7:30 hod SELČ, 2. zápas ne před 10:00 hod, 3. zápas od 13:30 hod, 4. zápas následoval |               |                                            |                                      |                 |               |

### 7. den: 29. října 2016
| Soutěž                                                                                                | fáze          | vítězky                                        | poražené                                      | výsledek           | čas           |
| Denní program                                                                                         | Denní program | Denní program                                  | Denní program                                 | Denní program      | Denní program |
| --- | ------------- | ---------------------------------------------- | --------------------------------------------- | ------------------ | ------------- |
| Čtyřhra                                                                                               | semifinále    | Bethanie Matteková-Sandsová Lucie Šafářová [3] | Caroline Garciaová Kristina Mladenovicová [1] | 6–3, 7–5           | 1.29 hod      |
| Dvouhra                                                                                               | semifinále    | Dominika Cibulková [7]                         | Světlana Kuzněcovová [8]                      | 1–6, 7–6(7–2), 6–4 | 2.27 hod      |
| Večerní program                                                                                       |               |                                                |                                               |                    |               |
| Dvouhra                                                                                               | semifinále    | Angelique Kerberová [1]                        | Agnieszka Radwańská [2]                       | 6–2, 6–1           | 1.16 hod      |
| Čtyřhra                                                                                               | semifinále    | Jekatěrina Makarovová Jelena Vesninová [4]     | Martina Hingisová Sania Mirzaová [2]          | 3–6, 6–2, [10–6]   | 1.31 hod      |
| 1. zápas hrán od 7:30 hod SELČ, 2. zápas ne před 10:00 hod, 3. zápas od 13:30 hod, 4. zápas následuje |               |                                                |                                               |                    |               |

### 8. den: 30. října 2016
| Soutěž                                               | fáze   | vítězky | poražené                                       | výsledek      | čas      |
| ---------------------------------------------------- | ------ | --- | ---------------------------------------------- | ------------- | -------- |
| Čtyřhra                                              | finále | Jekatěrina Makarovová Jelena Vesninová [4] | Bethanie Matteková-Sandsová Lucie Šafářová [3] | 7–6(7–5), 6–3 | 1.37 hod |
|                                                      |        | Matteková-Sandsová se mohla v případě triumfu stát novou světovou jedničkou ve čtyřhře, což se jí však nepodařilo. Vítězné Rusky ukončily šňůru 18zápasové neporazitelnosti americko-českého páru. |                                                |               |          |
| Dvouhra                                              | finále | Dominika Cibulková [7] | Angelique Kerberová [1]                        | 6–3, 6–4      | 1.16 hod |
| 1. zápas hrán od 9:00 hod SEČ, 2. zápas od 12:30 hod |        | |                                                |               |          |